# Aquilegia barbaricina
}}
Aquilegia barbaricina (tiếng Anh thường gọi là Barbaricina Colombine) là một loài thực vật thuộc họ Ranunculaceae. Nó không hoàn toàn rõ ràng liệu đây có phải là một loài riêng biệt hoặc hay phụ loài của một số loài khác ở đảo thuộc Địa Trung Hải.
Đây là loài đặc hữu của Sardinia (Ý). Môi trường sống tự nhiên của chúng là thảm cây bụi kiểu Địa Trung Hải và vùng đất ẩm với cây bụi là chủ yếu. Nó hầu như đã tuyệt chủng do mất môi trường sống và không thể thu thập mẫu.